# Andrzej Jarocha
Andrzej Medard Jarocha – polski prawnik, radca prawny, doktor habilitowany nauk prawnych, specjalizuje się w postępowaniu cywilnym, nauczyciel akademicki Uniwersytetu im. Adama Mickiewicza w Poznaniu.

## Życiorys
W 2000 otrzymał stopień doktorski na podstawie pracy pt. Sytuacja prawna nadzorcy sądowego w postępowaniu układowym (promotorem był Feliks Zedler). Habilitował się w 2012 na podstawie oceny dorobku naukowego i rozprawy Powództwo o stwierdzenie nieważności uchwały wspólników spółki. Pracuje jako adiunkt w Zakładzie Postępowania Cywilnego na Wydziale Prawa i Administracji UAM. Jest arbitrem Sądu Izby Domów Maklerskich w Warszawie. W pracy badawczej zajmuje się m.in. takimi zagadnieniami jak: postępowanie egzekucyjne, postępowanie upadłościowe oraz powództwa cywilne oparte na przepisach kodeksu spółek handlowych. 

## Wybrane publikacje
- Sytuacja prawna nadzorcy sądowego w postępowaniu układowym, wyd. 2003, ISBN 83-87148-41-5
- Powództwo o stwierdzenie nieważności uchwały wspólników spółki kapitałowej, wyd. 2010, ISBN 978-83-7285-570-1
- ponadto rozdziały w pracach zbiorowych i artykuły publikowane w czasopismach prawniczych[2]